# Хайыракан (гора)

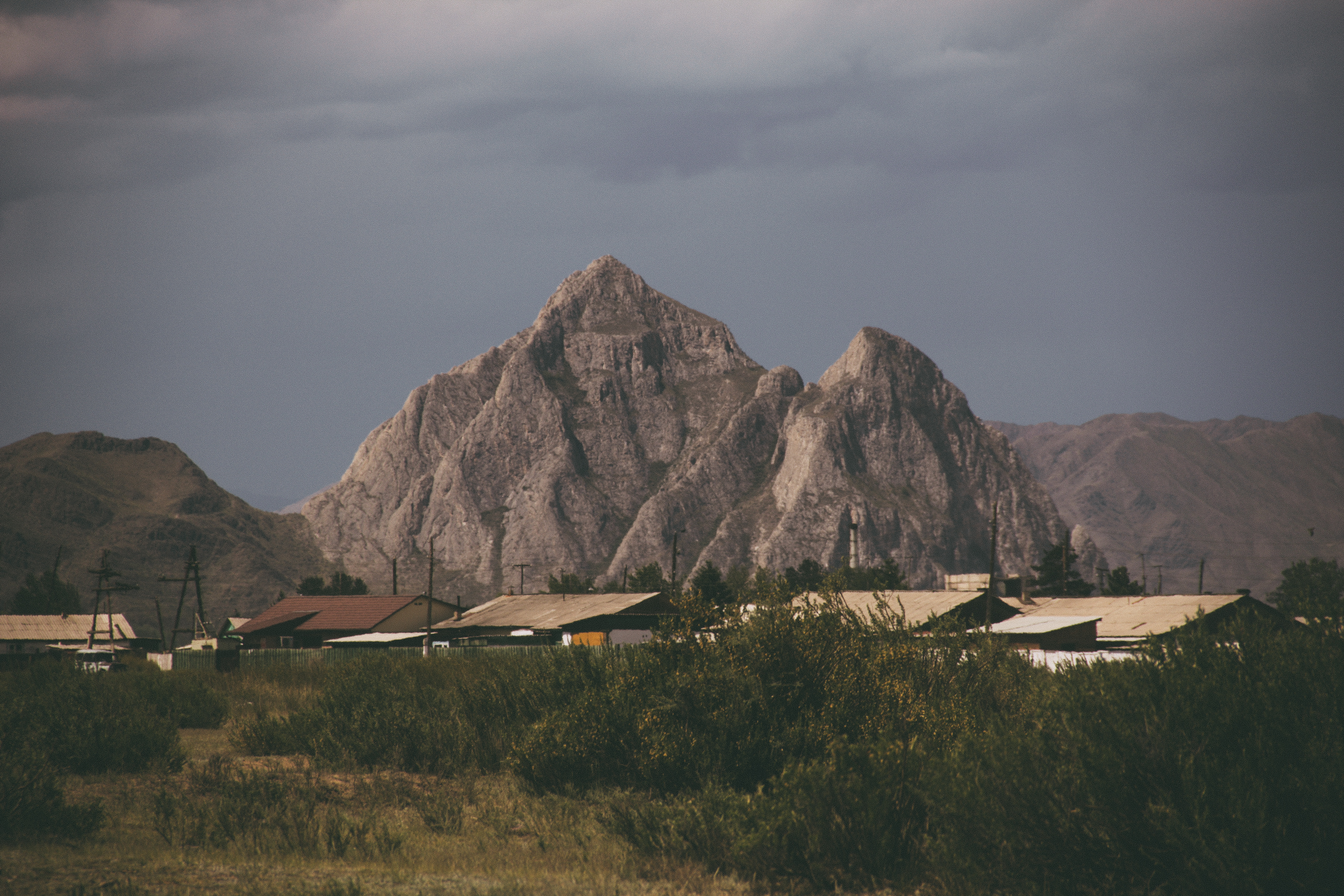
Гора Хайыракан, Улуг-Хемский кожуун

Хайыракан — гора, расположенная в Улуг-Хемском кожууне республики Тыва, между городом Шагонар и селом Хайыракан.

## Описание
Одно из самых святых и почитаемых мест в Туве. Гора священна как у шаманистов, так и у буддистов. Шаманы совершают у подножия этой горы свои обряды. В 1992 году она была выбрана как особое сильное место и освящена Далай-ламой XIV. Овеянная множеством легенд и сказаний, Хайыракан манит путников и туристов в свои объятия. Гора входит в состав точек туристических маршрутов по Туве. Склоны её покрыты кустарниками. Ранней весной расцветают лютики и багульник, и скалы становятся фиолетовыми. Летом все выжжено солнцем.
Гора Хайыракан изображена на гербе Улуг-Хемского кожууна.

## Происхождение названия
В народе принято считать, что свое название гора получила благодаря своей схожести с медведем, пьющим воду. Хайыракан — устарелое религиозное почтительное название божества, ангела хранителя, духа и хозяина земли — медведя. Одна из легенд гласит, что много лет назад эта гора была одета тайгой. Жил у её подножья молодой охотник со своей старой дряхлой матерью. Старуха умела колдовать. Однажды её сын отправился на охоту. В тайге он выследил марала, подкрался к нему и прицелился. В это время на него напал медведь, разорвал и утащил в свою берлогу. Обеспокоенная мать ждала сына два дня, а на третий не вытерпела, стала колдовать и узнала страшную правду. Разгневанная старуха напустила на гору грозу. Загрохотали, загремели громовые удары, копья молний прорезали небо, заполыхала тайга и сгорела вместе со всеми её обитателями. С тех пор гора стоит голая, безжизненная, и зовут её — Хайыракан, то есть медведь.
Есть и другая версия происхождения названия. Монголы хайыраканом называют отдельно стоящие горы с крутыми склонами и остроконечными вершинами.